# Eric Gouda
Eric J. Gouda (1957) is een Nederlandse botanicus.
Hij is werkzaam als collectiebeheerder bij de Botanische Tuinen Utrecht, locatie Fort Hoofddijk. Hij is hier verantwoordelijk voor de opbouw en naamgeving van de plantencollectie op het gebied rond het Fort Hoofddijk (onder meer de rotstuin) en de plantencollectie in het kassencomplex.
Gouda is gespecialiseerd in de bromeliafamilie en dan met name het geslacht Tillandsia en bromelia's uit de Guyana's. Hij heeft een groot aantal publicaties over bromelia's in wetenschappelijke tijdschriften op zijn naam.
Naast bromelia's, is hij ook geïnteresseerd in de aronskelkfamilie (Araceae). Hij is lid van de International Aroid Society.